# Robert Méléro
Robert Méléro, est un joueur de pétanque français. 

## Clubs
- ?-? : La Petite Vitesse Aix-en-Provence (Bouches-du-Rhône)

## Palmarès

### Séniors

#### Championnats du Monde
Troisième
- Triplette 1972 (avec Etienne Musso et Iréné Merentier) :  Équipe de France 2[1]

#### Championnats de France
Finaliste
- Triplette 1971 (avec Etienne Musso et Iréné Merentier) : La Petite Vitesse Aix-en-Provence[2]